# フィッシャー・キング
『フィッシャー・キング』（原題: The Fisher King）は、1991年のアメリカ映画。監督はテリー・ギリアム。

## ストーリー
過激で挑発的なトークで人気を博しているラジオDJ・ジャック（ジェフ・ブリッジス）。ある日、相談コーナーに常連の若者が電話を掛けてくる。ジャックはいつもの自分勝手な論法で彼を焚き付けたが、その晩、若者はバーに乗り込んでショットガンを乱射し、何人もの人が命を落とした。ニュースでそれを知り、呆然とするジャック。
3年後、ジャックは事件のショックから落ちぶれて、恋人のアン（マーセデス・ルール）のビデオショップに転がり込み、ヒモ同然で暮らしていた。ある日、飲んだくれて埠頭に来たジャックは、浮浪者狩りの若者たちに襲われる。そこへ、奇妙な浮浪者パリー（ロビン・ウィリアムズ）とその仲間たちが現れ、若者たちを追い払う。
自分は聖杯を探す使命を神から与えられた騎士であり、ジャックこそ探索の助け手であると語るパリー。聖杯は雑誌に写真が載っていた億万長者の屋敷の棚にあるという。「聖杯と漁夫王（フィッシャー・キング）の伝説を知っているか」などと妄想のようなことばかり話すパリーを最初は避けていたジャックだったが、ふとしたことから彼の身の上を知ってしまう。実は、パリーは元は大学教授で、3年前の銃乱射事件に巻き込まれ、目の前で最愛の妻が殺されて錯乱してしまったのだった。それを知って自責の念に駆られるジャック。
現在のパリーには、密かに思いを寄せる女性・リディア（アマンダ・プラマー）がいた。パリーを彼女とくっつけて幸せにすることで、自身の心の痛みも消そうと奔走するジャック。アンも巻き込んだダブル・デートで意気投合するパリーとリディア。万事順調だと勢いづいたジャックは以前のエージェントに連絡して復帰の話を進め、アンとの関係も精算すると言い出して、彼女を傷つけても気づかないエゴイストに戻っていた。
実は、自分に自信のないリディアはパリーを好いても、どうせ一夜の関係で捨てられると思い込んでいた。自宅まで送っても入れてもらえず、ショックでさ迷い歩いたパリーは、浮浪者狩りの若者たちに見つかり、袋叩きにあった。
人気DJに復帰するジャック。だが、パリーは精神病がぶり返し、無反応な硬直状態で病院のベッドに横たわっていた。責任を感じ、迷ったものの億万長者の屋敷に忍び込んで、パリーが聖杯と信じている記念トロフィーを盗み出すジャック。トロフィーをベッドのパリーに握らせると、彼は意識を取り戻し、更にリディアも見舞いにやって来た。そして、優しさが戻ったジャックは、アンに愛を告白した。

## キャスト
※括弧内は日本語吹替
- ジャック・ルーカス - ジェフ・ブリッジス（大塚明夫）
- パリー - ロビン・ウィリアムズ（池田勝）
- リディア - アマンダ・プラマー（島本須美）
- アン - マーセデス・ルール（小宮和枝）
- ホームレスのキャバレー歌手 - マイケル・ジェッター（山寺宏一）
- ルー - デヴィッド・ハイド・ピアース（小島敏彦）
- ビデオ店の客 - キャシー・ナジミー
- 傷痍軍人 - トム・ウェイツ（クレジットなし）（村松康雄）

## 受賞歴
- 1991年 ヴェネツィア国際映画祭 銀獅子賞 （フィリップ・ガレル、チャン・イーモウと同時受賞）
- 1991年 ゴールデングローブ賞 主演男優賞（ミュージカル・コメディ部門） （ロビン・ウィリアムズ）、助演女優賞 （マーセデス・ルール）
- 1991年 ロサンゼルス映画批評家協会賞 女優賞 （マーセデス・ルール）
- 1992年 アカデミー助演女優賞 （マーセデス・ルール）

## トリビア
- ノン・クレジットのカメオ出演でトム・ウェイツが傷痍軍人役で出演している（全くの端役ではなく、主役のジェフ・ブリッジスとのやりとりもある、そこそこ重要な役である）。
- ギリアムはこの作品で初めて、脚本の執筆に携わらず監督のみを務めた。ギリアムは脚本の内容を遵守し、映画は脚本通りに制作された。しかし、通行人たちが突然社交ダンスを始める幻想的なシーンのみは、自身のアイディアであると語っている。
- ギリアムが聖杯をモチーフにした作品としては、『モンティ・パイソン・アンド・ホーリー・グレイル』に続く2本めの映画である。
- 当初、ギリアムはジャック・ルーカス役にブルース・ウィリスを考えていて、実際にオファーもしたのだが、『ハドソン・ホーク』の撮影を理由に断られた。実は、ギリアムは『未来世紀ブラジル』の時にも、ブルース・ウィリスの起用を考えていたのだが、この時も実現しなかった。そして、その後、『12モンキーズ』において、ようやくブルース・ウィリスの起用を実現した。このことについて、後にギリアム自身は、「（ウィリスに）出てもらえなかった映画の出来栄えには結果的に満足している、ようやく出演が叶った映画は結果的にうまくいかなかった、まあ、そういうことだね」と自嘲的に語っている。
- オープニングロゴは当初はトライスター ピクチャーズではなく、コロンビア ピクチャーズにするつもりだった。

## 挿入曲
- レイ・チャールズ 「旅立てジャック（Hit the road,Jack）」
- ハリー・ニルソン 「How About You?」